# Рыкова, Надежда Януарьевна
Наде́жда Януа́рьевна Ры́кова (16 [29] декабря 1901[…], Симферополь — 10 октября 1996, Санкт-Петербург) — советский и российский литературовед, переводчица, поэтесса.

## Биография
Родилась в семье служащих. В 1919—1923 гг. училась на историко-филологическом факультете Таврического университета. Максимилиан Волошин вспоминал, как Рыкова бывала у него в гостях в Коктебеле, резко споря с Андреем Белым: «Её теза была: „На Запад! Вон из России. Здесь ничего нет интересного. Всё бездарно“». Затем перевелась в Ленинградский университет, который окончила в 1925 году по отделению западных языков и литератур. Работала библиотекарем в различных организациях (в том числе в 1935 г. в Российской Публичной библиотеке), затем в 1936—1941 гг. в редакции иностранных литератур Ленгослитиздата.
Как переводчик дебютировала в 1925 г. переводом романа Анны Виванти «По газетному объявлению», в довоенный период опубликовала также ряд переводов с французского языка (Пьер Корнель, Шодерло де Лакло и др.). В 1927 г. напечатала в альманахе «Ларь» несколько собственных стихотворений. С 1928 г. выступала как критик и литературовед с публикациями о классической и современной французской литературе, в том числе об Альфонсе Доде, Марселе Прусте, Ромене Роллане, Анатоле Франсе. В 1934 г. подготовила обширные комментарии к антологии французской поэзии в переводе Б. К. Лившица «От романтиков до сюрреалистов». В 1939 г. опубликовала учебник «Современная французская литература» — «последнее добросовестное издание по новой французской литературе, не иначе как чудом увидевшее свет».
Эвакуировалась в Молотов, в 1942 г. продолжала работать в издательстве. С 1943 г. работала в Гослитиздате в Москве. В ноябре 1944 осуждена ОСО НКВД СССР по статье 58, пункты 10 и 11 УК РСФСР за «антисоветские разговоры и издевательское отношение к военным наградам» к пятилетнему заключению в исправительно-трудовых лагерях. Отбыла пятилетний срок в Исень-Геладинском отделении Карагандинского ИТЛ.
Освободившись из заключения с запретом на проживание в Ленинграде, жила в Малой Вишере, Новгороде, Луге. В 1950-е гг. амнистирована, вернулась в Ленинград и получила возможность работать по специальности; первая публикация — основательное послесловие к избранным сочинениям Эмиля Верхарна (1955). Среди дальнейших переводов Рыковой — пьесы Уильяма Шекспира «Король Иоанн», Франца Грильпарцера «Либуша», Генриха фон Клейста «Кетхен из Гейльбронна», романы Александра Дюма «Сорок пять», Фенимора Купера «Красный корсар», Вальтера Скотта «Сент-Ронанские воды» (все три — в соавторстве), роман Жорж Санд «Ускок», «Опыты» Мишеля Монтеня (в соавторстве), «История Флоренции» Никколо Макиавелли, эпистолярный роман Пьера Шодерло де Лакло «Опасные связи». В 1974 г. составила антологию «Западноевропейская лирика».
В 1993 году вышел сборник Рыковой «Стихи прошедших лет», включавший произведения 1922—1988 гг.

## Сочинения

### Книги
- Рыкова Н. Я. Адриенна Лекуврёр. — Л.: Искусство. Ленингр. отд-ние, 1967. 196 с.

### Стихи
- Стихи прошедших лет, 1922–1988. СПб., 1993;

### Статьи
- Альфонс Доде // Французский реалистический роман XIX в. Л.-М., 1932;
- Альфонс Доде и «Приключения Тартарена» // Доде А. Тартарен из Тараскона. М.-Л., 1935;
- Шарль-Луи Филипп // Филипп Ш.-Л. Собр. соч. Л., 1935. Т. 1;
- На последнем этапе буржуазного реализма: Творчество Марселя Пруста // Пруст М. Собр. соч. Л., 1936. Т. 3;
- Тв-во Поля Адана // Адан П. Трест. Л., 1936;
- Добрые и недобрые воли Ж. Ромэна // Интернациональная литература. 1937. № 4;
- Ромен Роллан и его Жан-Кристоф // Роллан Р. Жан-Кристоф. Л., 1937;
- Остров пингвинов Анатоля Франса // Франс А. Остров пингвинов. Л., 1938;
- Творчество Эмиля Верхарна // Верхарн Э. Избр. М., 1955;
- Шодерло де Лакло и судьба его романа «Опасные связи» // Лакло Ш. де. Опасные связи. М.-Л.: Наука, 1965;
- Из воспоминаний щепки // Распятые: Писатели — жертвы политич. репрессий. СПб., 1998. Вып. 4.

### Переводы
- Грильпарцер Ф. Либуша // Грильпарцер Ф. Пьесы. Л.-М., 1961;
- Западноевропейская лирика / Сост., вступ. ст., сведения об авт., примеч. Н. Рыковой. Л., 1974. — 567 с.;
- Клейст Г. Кетхен из Гейльброна // Клейст Г. Пьесы. М., 1962;
- Корнель П. Гораций // Корнель П. Избр. трагедии. М., 1956;
- Мериме П., Испанцы в Дании, Собр. соч., т. 3, М., 1963;
- Ренар М. Пещера чудовищ. М.-Л., 1943;
- От романтиков до сюрреалистов: Антология французской поэзии / Примеч. Н. Рыковой. Л., 1934;
- Современная французская литература. Л., 1939;
- Шекспир В. Король Иоанн // Полн. собр. соч. М., 1958. Т. 3;
- Кретьен де Труа "Эрек и Энида" 1980